# WPT Barcelona Master Final 2022
El WPT Barcelona Master Final 2022 (el nom oficial del qual és "World Padel Tour Estrella Damm Barcelona Master Final 2022") fou el Master Final de la desena edició de World Padel Tour. Es va celebrar al Palau Sant Jordi de Barcelona entre el 15 i el 18 de desembre i va ser l'últim torneig de la temporada per als 16 jugadors i jugadores millor classificats de la Race 2022. En les semifinals es va batre el rècord històric d'assistència a un partit de pàdel, gràcies als 12.141 espectadors que van assistir al Palau.

## Dades destacables

#### Rècord d'assistència
Ja des d'abans de l'inici del torneig es preveia que anava a ser un dels més grans de la història. Al Palau Sant Jordi, estadi que ja havia batut el rècord d'assistència uns anys enrere, ho va tornar a fer; en els partits de semifinals, corresponents a la jornada de dissabte, van assistir-hi 12.141 espectadors, rècord absolut, superant els 11.106 del Mendoza Premier Padel P1 2022.Fins i tot personalitats molt conegudes d'altres esports van assistir a l'esdeveniment.

#### Revolució en l'arbitratge
Aquest torneig també serà recordat per ser el primer de la història en comptar amb la tecnología de l'empresa Foxtenn, la qual ha signat un contracte d'exclusivitat amb World Padel Tour. Això suposa un avanç radical en l'arbitratge del pàdel, ja que a partir d'ara no existirà confusió a l'hora de revisar una jugada, gràcies al sistema automatitzat amb múltiples càmeres de velocitat i làsers de nanoprecisió que eliminaran qualsevol dubte. No només això, sinó que aquest sistema a més millorarà les estadístiques que es mostren dels partits i l'experiència de l'espectador en la revisió de cada jugada.

#### Comiats de parelles
Com a tots els Master Final, hi ha parelles que estaven jugant el seu últim torneig junts, com és el cas de Sanyo i Tapia, Bela i Coello, Maxi i Lucho i Stupa i Lima en categoria masculina i Patty Llaguno i Virginia Riera i Aranza i Victoria en categoria femenina.

#### La parella Chingotto - Di Nenno
D'altra banda, també sol passar que dos jugadors classificats no puguin jugar amb les seves respectives parelles per no estar classificades entre els 16 millors del rànquing, així que aquests han de jugar junts com a parella "de circumstàncies". I en aquest Master Final els va succeir això als argentins Federico Chingotto i Martín Di Nenno, els companys dels quals no es van classificar, Javi Garrido i Coki Nieto respectivament. Tots dos són jugadors de drive i no tenen l'atac com a punt fort, per la qual cosa es va generar en els aficionats cert dubte respecte a aquesta unió. Tot i així finalment, amb un toc d'humor, aquest dubte es va convertir en confiança i més tard en admiració, ja que la parella Chingotto-Di Nenno va acabar sent la més estimada pels aficionats, com es va demostrar a les xarxes socials i al Palau Sant Jordi. Van arribar al torneig amb molt poc temps de preparació, i finalment seria en Fede qui es passaria al revés. Contra tot pronòstic, van vèncer les parelles 2 i 4 del rànquing i van realitzar un gran partit enfront dels número 1 en la final, aixecant tot el públic català en més d'una ocasió.

#### El número 1 femení en joc
En categoria masculina, el número 1 d'enguany ja el tenien matemàticament assegurat Juan Lebrón i Ale Galàn, però la situació en categoria femenina era molt diferent. Les número 1 a l'inici del torneig eren Ari Sánchez i Paula Josemaría, però la diferència amb les segones, Ale Salazar i Gemma Triay, era molt petita. Tant, que en tenien prou amb guanyar el torneig per a recuperar "in extremis" el número 1 que varen perdre al setembre. Finalment totes dues parelles van arribar a la final, per la qual cosa el número 1 femení de 2022 s'anava a decidir en un només partit.

#### El "fins aviat" de Marta Marrero
La veterana jugadora va anunciar a principis de desembre la seva retirada provisional de la competició, amb motiu del seu desig de ser mare, però va deixar oberta la porta a un probable retorn.

## Classificació al torneig
Com cada any, al Master Final de WPT es classifiquen els 16 jugadors i jugadores que millor classificació tenen en la Race 2022 abans de jugar-se aquest torneig, els quals formaran 8 parelles masculines i 8 femenines.

### Quadre masculí
| Rnk.     | Jugador              | Punts Race 2022 |
| -------- | -------------------- | --------------- |
| 1        | Juan Lebrón          | 15.420          |
| 1        | Alejandro Galán      | 15.420          |
| 3        | Sanyo Gutiérrez      | 10.375          |
| 3        | Agustín Tapia        | 10.375          |
| 5        | Arturo Coello        | 9.640           |
| 5        | Fernando Belasteguín | 9.640           |
| 7        | Paquito Navarro      | 7.950           |
| 8        | Martín Di Nenno      | 7.365           |
| 9        | Franco Stupaczuk     | 7.145           |
| 10       | Juan Tello           | 6.660           |
| 11       | Pablo Lima           | 6.805           |
| 12       | Federico Chingotto   | 5.685           |
| 13       | Alejandro Ruíz       | 5.480           |
| 14       | Momo González        | 4.740           |
| 15       | Maxi Sánchez         | 4.215           |
| 16       | Luciano Capra        | 4.130           |
| suplents |                      |                 |
| 17       | Lucas Campagnolo     | 3.360           |
| 18       | Coki Nieto           | 3.160           |

| Rnk. | Pareja                             | Punts Rànquing WPT |
| ---- | ---------------------------------- | ------------------ |
| 1    | Alejandro Galán Juan Lebrón        | 30.840             |
| 2    | Agustín Tapia Sanyo Gutiérrez      | 20.750             |
| 3    | Fernando Belasteguín Arturo Coello | 19.280             |
| 4    | Juan Tello Paquito Navarro         | 14.610             |
| 5    | Franco Stupaczuk Pablo Lima        | 13.950             |
| 6    | Federico Chingotto Martín Di Nenno | 13.050             |
| 7    | Momo González Alejandro Ruiz       | 10.220             |
| 8    | Maxi Sánchez Lucho Capra           | 8.345              |

### Quadre femení
| Rnk.     | Jugadora             | Punts Race 2022 |
| -------- | -------------------- | --------------- |
| 1        | Ariana Sánchez       | 15.415          |
| 1        | Paula Josemaría      | 15.415          |
| 3        | Alejandra Salazar    | 15.230          |
| 3        | Gemma Triay          | 15.230          |
| 5        | Beatriz González     | 7.525           |
| 5        | Marta Ortega         | 7.525           |
| 7        | Mª Virginia Riera    | 5.070           |
| 8        | Patricia Llaguno     | 4.770           |
| 9        | Victoria Iglesias    | 4.505           |
| 9        | Aranzazu Osoro       | 4.505           |
| 11       | Marta Marrero        | 4.475           |
| 11       | Lucía Sainz          | 4.470           |
| 13       | Bárbara Las Heras    | 4.326           |
| 14       | Verónica Virseda     | 4.326           |
| 15       | Mapi Sánchez Alayeto | 4.090           |
| 16       | Majo Sánchez Alayeto | 3.495           |
| suplents |                      |                 |
| 17       | Delfina Brea         | 3.490           |
| 18       | Tamara Icardo        | 3.200           |

| Rnk. | Pareja                                    | Punts Rànquing WPT |
| ---- | ----------------------------------------- | ------------------ |
| 1    | Ariana Sánchez Paula Josemaría            | 30.830             |
| 2    | Gemma Triay Alejandra Salazar             | 30.460             |
| 3    | Beatriz González Marta Ortega             | 15.050             |
| 4    | Patricia Llaguno Virginia Riera           | 9.840              |
| 5    | Aranzazu Osoro Victoria Iglesias          | 9.010              |
| 6    | Marta Marrero Lucía Sainz                 | 8.945              |
| 7    | Verónica Virseda Bárbara Las Heras        | 8.652              |
| 8    | Majo Sánchez Alayeto Mapi Sánchez Alayeto | 7.585              |

## Partits i resultats
Quadre masculí:
Quadre femení:

### Quarts de final
| Data     | Hora      | Enfrontament                       | Enfrontament | Enfrontament                       | Resultat        | Refs.         |
| -------- | --------- | ---------------------------------- | ------------ | ---------------------------------- | --------------- | ------------- |
| 15.12.22 | O.J.2n M. | Momo González Alejandro Ruiz       | 2-0          | Fernando Belasteguín Arturo Coello | 6-3 / 6-2       | [ 17 ]        |
| 15.12.22 | O.J.2n T. | Alejandro Galán Juan Lebrón        | 2-0          | Franco Stupaczuk Pablo Lima        | 6-1 / 6-2       | [ 18 ] [ 19 ] |
| 16.12.22 | O.J.2n M. | Federico Chingotto Martín Di Nenno | 2-1          | Agustín Tapia Sanyo Gutiérrez      | 6-3 / 1-6 / 6-1 | [ 20 ]        |
| 16.12.22 | O.J.2n T. | Juan Tello Paquito Navarro         | 2-1          | Maxi Sánchez Lucho Capra           | 4-6 / 6-3 / 6-4 | [ 21 ]        |

| Data     | Hora  | Enfrontament                       | Enfrontament | Enfrontament                              | Resultat             | Refs.         |
| -------- | ----- | ---------------------------------- | ------------ | ----------------------------------------- | -------------------- | ------------- |
| 15.12.22 | 12.00 | Aranzazu Osoro Victoria Iglesias   | 0-2          | Patricia Llaguno Virginia Riera           | 4-6 / 4-6            | [ 22 ] [ 23 ] |
| 15.12.22 | 17.00 | Ariana Sánchez Paula Josemaría     | 2-1          | Majo Sánchez Alayeto Mapi Sánchez Alayeto | 6-7(4-7) / 7-5 / 6-3 | [ 24 ] [ 25 ] |
| 16.12.22 | 12.00 | Beatriz González Marta Ortega      | 2-0          | Marta Marrero Lucía Sainz                 | 6-2 / 6-3            | [ 26 ]        |
| 16.12.22 | 17.00 | Verónica Virseda Bárbara Las Heras | 0-2          | Gemma Triay Alejandra Salazar             | 0-6 / 3-6            | [ 27 ]        |

### Semifinals
| Data     | Hora      | Enfrontament                | Enfrontament | Enfrontament                       | Resultat             | Refs.  |
| -------- | --------- | --------------------------- | ------------ | ---------------------------------- | -------------------- | ------ |
| 17.12.22 | O.J.2n M. | Alejandro Galán Juan Lebrón | 2-0          | Momo González Alejandro Ruiz       | 6-2 / 6-2            | [ 28 ] |
| 17.12.22 | O.J.2n T. | Juan Tello Paquito Navarro  | 1-2          | Federico Chingotto Martín Di Nenno | 1-6 / 7-6(7-4) / 4-6 | [ 29 ] |

| Data     | Hora  | Enfrontament                   | Enfrontament | Enfrontament                    | Resultat             | Refs.         |
| -------- | ----- | ------------------------------ | ------------ | ------------------------------- | -------------------- | ------------- |
| 17.12.22 | 10.00 | Ariana Sánchez Paula Josemaría | 2-1          | Patricia Llaguno Virginia Riera | 4-6 / 6-2 / 7-6(7-3) | [ 30 ] [ 31 ] |
| 17.12.22 | 17.00 | Beatriz González Marta Ortega  | 0-2          | Gemma Triay Alejandra Salazar   | 4-6 / 5-7            |               |

### Finals
| Data     | Hora      | Enfrontament                | Enfrontament | Enfrontament                       | Resultat             | Refs.         |
| -------- | --------- | --------------------------- | ------------ | ---------------------------------- | -------------------- | ------------- |
| 18.12.22 | O.J.2n M. | Alejandro Galán Juan Lebrón | 2-1          | Federico Chingotto Martín Di Nenno | 6-4 / 6-7(5-7) / 6-2 | [ 32 ] [ 33 ] |

| Data     | Hora  | Enfrontament                   | Enfrontament | Enfrontament                  | Resultat        | Refs.                |
| -------- | ----- | ------------------------------ | ------------ | ----------------------------- | --------------- | -------------------- |
| 18.12.22 | 10.00 | Ariana Sánchez Paula Josemaría | 1-2          | Gemma Triay Alejandra Salazar | 6-3 / 4-6 / 4-6 | [ 34 ] [ 35 ] [ 36 ] |